# رابرت داگلاس
رابرت داگلاس (انگلیسی: Robert Douglas؛ ۹ نوامبر ۱۹۰۹ – ۱۱ ژانویهٔ ۱۹۹۹) یک هنرپیشه و کارگردان اهل بریتانیا بود.
از فیلم‌ها یا برنامه‌های تلویزیونی که وی در آن نقش داشته است می‌توان به آیوانهو، معمای زیردریایی و تارزان مرد گوریلی اشاره کرد.